# 优酷
杭州优酷文化娱乐有限公司（原纳斯达克：YOKU及前称为優酷信息技術（北京）有限公司）是阿里巴巴集团旗下的一家大型影片分享網站，2010年12月8日在美國紐約独立上市。
網站最初成立與YouTube非常相似，作為影片分享平台出現，但是此後逐漸轉型為網路傳媒業者，特別是持有大量影音版權等專門播放權利，並涉足電影、電視劇製作領域，在經營方向上与YouTube已經有很大的不同。
优酷这个名字是创业团队投票产生的结果，意为希望网站能够帮助用户在网络上找到最酷的视频。

## 歷史
2005年11月，原搜狐總裁和首席運營官古永鏘（Victor Koo）創立了优酷的开发者——合一網絡技術有限公司。同年6月21日，優酷發布公測版網站。次年12月21日，優酷正式开始運營。
2007年5月16日，優酷與盛大達成戰略合作協議，成為盛大獨家遊戲視頻支持網站。6月5日，優酷與中文搜索引擎網站百度達成戰略合作。同年11月，優酷獲得2500萬美元融資，这也是优酷的第三次融资。
2008年3月，優酷和交友网站MySpace結为合作夥伴關係。到了同年5月，調查顯示優酷在中國視頻分享企業竞爭力排名中名列首位。7月9日，優酷同時獲得了國家廣電總局頒發的“信息網絡傳播視聽節目許可證”和北京廣電總局頒發的“廣播電視節目制作經營許可證”。
2009年，有传媒称优酷屏蔽了來自日本的IP，但优酷否认。
北京时间2010年12月8日晚10点，优酷正式在纽约证券交易所挂牌上市，股票代码YOKU，发行价为12.8美元，成为全球首家在美独立上市的视频网站。
2012年3月12日，优酷与土豆宣布以换股方式合并，新公司命名为“合一集团”。
2015年10月中，阿里巴巴集团宣布向优酷土豆（合一集团）董事会发出非约束性要约，全面收购优酷土豆集团，協議最終在2015年11月達成。次年4月6日，合一集团（优酷土豆）正式完成私有化，優酷成为阿里巴巴集团的一份子。
2016年12月21日，优酷正式使用新标志。
2018年起，优酷与香港开始拍摄合拍剧电视剧。2022年起，无线电视与优酷开始制作合拍剧，并成为内地与香港两地合伙关系，同时也创办了TVB New Wings Limited（现称为77工作室），首播开播为《刑侦日记》。
2024年1月15日，优酷正式第二次更换新标志。2025年，北京优酷公司正式搬迁至杭州。

## 爭議

### 自我审查
优酷网允许用户上传任意长度的视频。目前优酷已经与1500多个许可证持有者合作者进行合作，其中包括中国的电视台，分销商，电影和电视制作公司。
但是，正如其他來自中國大陸的視頻網站一樣，优酷网的视频也受到中华人民共和国网络安全法和中华人民共和国国家安全法等相关法律的审查，违反中国共产党政治禁忌和这些法律的视频将不会被允许上传。

### 版权争议
- 2011年11月19日，因优酷擅自播放《非诚勿扰2》，北京市一中院终审判决其赔偿华谊兄弟19万元。 [14]
- 2011年12月15日，土豆网就其买断大陆播出权的《康熙来了》被优酷盗播一事发表声明，并声称已对盗播事实取证。[15]同日，优酷也就其自制节目《老男孩》、《嘻哈4重奏》等节目被土豆网盗播发表声明。[16]
- 2011年12月15日，乐视网起诉优酷对影视剧《无价之宝》的盗版侵权，索赔100万人民币。[17]
- 2011年12月16日，土豆与台湾中天电视发表声明向优酷索赔1.5亿元人民币；随即优酷也就从2010年开始，截至2011年12月16日，40多部影视作品、综艺节目及自制内容被土豆盗播而发表声明向土豆索赔上亿元人民币。[18]
- 2011年12月21日，江苏卫视起诉优酷盗播其综艺节目《非诚勿扰》。[17]
- 2011年11月23日，迅雷起诉优酷盗播《完美的爱》、《夺命心跳》。[19]
- 2012年1月14日，优酷反诉土豆网侵权，并索赔480万元。[20]

### 限制境外观看
由於中國大陸不允許境外流媒體（如Netflix、disney+）在境內直接播放，所以很多國家（如美國、英國、日本、韓國）對优酷、爱奇艺等中國大陆影片分享網站進行嚴格封鎖，以作為對等反制，不允許用戶瀏覽影片，若有「地域限制」則表示該業務在這個國家或地區被屏蔽，致使境外用戶不得不使用大陸的代理或各種方法觀看影片，俗稱「翻牆進大陸」、「逆翻牆」或「回国」。
2015年起，香港用戶可以觀看部分影片（在香港沒有購入版權），但澳門和台灣仍然對其封鎖。

### VIP会员登录限制
2023年1月，有网民爆料，优酷VIP会员出现政策调整，自己的会员账号无法同时在其他手机APP登录。此前优酷规定，同一会员账号只允许本人在最多3个小屏设备（手机、Pad）上使用，且同一时间同一账号最多可在2台设备上观影。而调整后的规则是，同一优酷VIP会员账号，同一时间只能在2个设备终端上享受优酷VIP会员权益，同一个优酷账号最多可登录的终端上限为3个。分设备限制包括但不限于：手机端App、Pad端App、网页端、电脑客户端各1个，电视端3个、车载端1个等。1月4日，优酷会员官方微博回应称，该举措旨在“保护用户账号安全，打击黑灰产”。然而部分网民不认可优酷的官方说法，认为当前的方案不符合实际使用需求，例如一家三口想要看剧，就要开三个会员；如果自己有两台设备，每次在另一台设备打开APP，就需要重新登录等。

## 劇場
| 劇場名稱          | 作品 |
| 寵愛劇場→生花劇場 | 《東宮》《司藤》《護心》《琉璃》《山河令》《暮白首》《狼殿下》《長月燼明》《沉香如屑》《沉香重華》《烈火如歌》《媚者無疆》 《冰糖燉雪梨》《與君初相識》《恰似故人歸》《請叫我總監》《星落凝成糖》《你微笑時很美》《幸福，觸手可及！》《兩個人的小森林》 |
| 懸疑劇場          | 《庭外》、《胆小鬼》、《十宗罪》、《冰雨火》、《重生之门》、《我在香港遇见他》 |
| 都市劇場          | 《小敏家》、《女心理师》、《幸福到万家》 |
| 港劇場            | 《隐娘》《家族荣耀》、《黑金风暴》、《使徒行者》 |
| 合家歡劇場        | 《鄉村愛情14》 |

## 綜藝節目（首播）
- 《晓说》
- 《侣行》
- 《圆桌派》
- 《第10放映室》
- 《勝利的遊戲》

- 《這就是鐵甲》
- 《這就是街舞》
- 《這就是灌籃》
- 《完美的餐廳》
- 《真相吧！花花萬物》
- 《火星情报局4》

- 《這就是原創》
- 《這！就是街舞第二季》
- 《這就是灌籃2》
- 《以團之名》
- 《真相吧！花花萬物2》
- 《一起乐队吧》
- 《我们恋爱吧 (第一季)》
- 《火星情报局5》
- 《演技派》

- 《這就是灌籃3》
- 《看我的生活》
- 《少年之名》
- 《師父! 我要跳舞了》
- 《這！就是街舞第三季》
- 《真相吧！花花萬物3》
- 《我们恋爱吧 (第二季)》
- 《這就是歌唱·對唱季》
- 《宇宙打歌中心》
- 《追光吧！哥哥》

- 《奇妙之城》
- 《同一屋檐下》
- 《我是女演員》
- 《怦然心动20岁 (第一季)》
- 《象牙山爱逗團》
- 《這就是潮流》
- 《草莓星球來的人》
- 《念念青春》
- 《師父! 我要跳舞了2》
- 《這！就是街舞第四季》
- 《老郭有新番》
- 《這就是灌籃4》
- 《“拳”力以赴的我们》
- 《我们恋爱吧 (第三季)》
- 《中国潮音》
- 《追光吧！》

- 《麻花特開心》
- 《没谈过恋爱的我》
- 《了不起舞社》
- 《一起探恋爱》
- 《怦然心动20岁 (第二季)》
- 《超感星电音》
- 《這！就是街舞第五季》
- 《相遇的夏天》
- 《閃耀吧！中華文明》
- 《朝阳打歌中心》
- 《合伙吧少年》
- 《无限超越班》（与TVB合拍）

- 《奇妙之城2》
- 《抖包袱大会》
- 《嗨，城市猎人》
- 《惊叹俱乐部》
- 《了不起舞社 (第二季)》
- 《帐篷营业中》
- 《怦然心动20岁 (第三季)》
- 《剧好听的歌》
- 《开心吧！麻花》
- 《是好朋友的周末》
- 《星电音联盟》
- 《一拍即合的我们》
- 《朝阳打歌中心2、3》
- 《万卷风雅集》
- 《這就是灌籃5》
- 《我们恋爱吧 (第五季)》
- 《绷不住了啦》
- 《力争上游》
- 《火星情报局6》
- 《這！就是街舞第六季》
- 《超机智青年大会》
- 《亞洲超星團》
- 《何不秉烛游》

- 《听你这么说》
- 《无限超越班2》
- 《这是我的岛》
- 《盒子里的猫》
- 《怦然心动20岁 (第四季)》
- 《说唱梦工厂》
- 《话说山海》
- 《岛屿少年》
- 《跟我走吧》
- 《闪亮新电音》
- 《是好朋友的周末2024》
- 《這就是灌籃6》
- 《盲盒旅行局》
- 《我们恋爱吧 (第六季)》
- 《剧剧有回应·春花焰》
- 《友间合租屋》
- 《闪耀吧！大运河》
- 《火星情报局7》

- 《我的时代和我3》
- 《盒子里的猫2》
- 《我是隐藏款》
- 《无限超越班3》
- 《这是我的西游》
- 《风驰赛车手》
- 《麻花特開心2》
- 《我赞红人》
- 《炙热游戏：百厨大战》

## 网络剧／电视剧（首播）
不列卫视上星首播同步
- 全优7笑果
- 怎么会爱上你
- 爱上男主播

- 麻辣隔壁

- 101次告白
- 万万没想到第一季
- 报告老板第一季

- 万万没想到第二季
- 小时代之折纸时代
- 球爱酒吧
- 奇妙世纪
- 清网风暴
- 秦时明月之君临天下

- 小野兽花店
- 玩偶骑士Dream Knight
- 广告野疯狂
- 圈里圈外
- 名侦探狄仁杰
- 少年志
- 翻身姐妹第一季
- 男人不醉
- 见诡
- 天才J
- 校花攻略
- 孤独的美食家中国版第一季
- 仙剑客栈
- 男神执事团
- 我的灵界男友／我的鬼基友
- 疗伤客栈第一季
- 毛骗终结篇
- 传奇酒馆
- 新嘻哈四重奏
- 你是猪么
- 万万沒想到第三季
- 龙门镖局之为2归来／龙门镖局2
- 我和X先生第二季：只为遇见你
- 会痛的十七岁／左半边翅膀
- 剩斗士的店
- 淘男姐妹
- 午夜计程车第二季
- 爹妈满院
- 暖心食堂
- 山海经之山河图

- 谢文东4：风云再起之再战江湖
- 翻身姐妹第二季
- 整容季
- 皇恩浩荡
- 报告老板第二季
- 劣人传之诡计
- 米粒儿也疯狂
- 十宗罪
- 识汝不识丁
- 别那么骄傲第一季
- 欢喜密探
- 左眼诡事
- 藏地密码
- 极品家丁
- 飞刀又见飞刀
- 西涯侠
- 异能家庭

- 奇星记之鲜衣怒马少年时
- 别那么骄傲第二季
- 校花前传之很纯很暧昧
- 热血长安第一季
- 我的狐仙老婆
- 快递先生与贵妃小姐
- 愿有人陪你颠沛流离
- 鲜肉老师
- 囧女翻身之嗨如花
- 龙珠传奇
- 寒武纪
- 热血长安第二季
- 终极三国2017
- 最佳女配
- 春风十里，不如你
- 镇魂街
- 颤抖吧，阿部！
- 白夜追凶
- 反黑
- 醉玲珑番外之玲珑醉梦
- 将军在上
- 推理笔记
- 海上牧云记
- 一起同过窗Ⅱ
- 虎啸龙吟
- 生活大爆炒
- 燃血女神
- 艳骨

- 嗨！前任
- 最强男神
- 王子富愁记
- 寻秦记
- 终极一班5
- 初遇在光年之外
- 柜中美人
- 内衣先生
- 单恋大作战
- 新笑傲江湖
- 烈火如歌
- 万能图书馆
- 飞虎之潜行极战（港剧）
- 北京女子图鉴
- 我才不会被女孩子欺负呢
- 假如没有遇见你
- 天意
- 上海女子图鉴
- 想看你微笑
- 萌妃驾到
- 镇魂
- S.C.I.谜案集
- 热血书院
- 给我一个十八岁
- 古剑奇谭2
- 最亲爱的你
- 媚者无疆
- 超密
- 疯人院
- 仅剩一口的青春
- 天坑鹰猎
- 许你浮生若梦
- 再见王沥川
- 蚀日风暴（港剧）
- 晓看天色暮看云
- 上古传奇之十二生肖传
- 武动乾坤之冰心在玉壶
- 美丽见习生
- 女村长
- 回到明朝当王爷之杨凌传
- 原来你还在这里
- 我的保姆手册
- 时空侠
- 我与你的光年距离2
- 武大的小姐姐们
- 神仙学苑

- G12特别行动组——未来战士
- 公主驾到
- 乡村爱情11
- 最动听的事
- 独孤皇后
- 失控
- 东宫
- 天网行动
- 等等啊我的青春
- 我们的十八岁
- 民国少年侦探社
- 罪夜无间
- 爱上你，治愈我
- 我只喜欢你
- 机动部队（港剧）
- 白发
- 水男孩
- 青囊传
- 茉莉茉莉
- 强风吹拂
- 当她恋爱时
- 乡亲乡爱
- 长安十二时辰
- 嘿！客栈
- 天雷一部之春花秋月
- 请赐我一双翅膀
- 诊室疯云
- 你的未来已签收
- 读心
- 我的邻居睡不着
- 拜托啦师兄
- 你是我眼中的山川和海洋
- 飞虎之雷霆极战（港剧）
- 我是班主任
- 上锁的房间
- 我知道你的秘密
- 别碰我心底的小柔软
- 我不能恋爱的女朋友
- 竹马钢琴师
- 扑通扑通的青春
- 最强狂兵
- 鹤唳华亭
- 漫长的告别
- 青春抛物线
- 未经安排的青春
- 淑女飘飘拳

- 输不起
- 少年包拯
- 乡村爱情12
- 加油吧，思思
- 萌医甜妻
- 热血同行
- 人间烟火花小厨
- 刘老根3
- 大唐女法医
- 景德镇
- 我的情敌是自己
- 无心法师III
- 重生
- 盖聂门
- 绿水青山带笑颜
- 三千鸦杀
- 莽荒纪之川落雪
- 叹息桥
- 我是余欢水
- 侠探简不知
- 全世界最好的你
- 我的刺猬女孩
- 二龙湖爱情故事2020
- 师爷请自重
- 长相守
- 亲爱的义祁君
- 月上重火
- 欢喜猎人
- 亲爱的，没想到吧
- 失踪人口
- 少年游之一寸相思
- 99分女朋友
- 暮白首
- 兄弟，得罪了!
- 非处方青春
- 战毒（港剧）
- 重启之极海听雷第一季
- 萦萦夙语亦难求
- 实习女捕快
- 狼殿下
- 我好喜欢你
- 琉璃
- 女孩们在那年夏天
- 白色月光
- G小调进行曲
- 太古神王
- 初恋了那么多年
- 偷心画师
- 我在香港遇见他
- 别云间
- 约定期间爱上你
- 九宫奇局
- 校园女大兵
- 将军家的小娘子
- 她和她们的故事
- 平行迷途
- 我凭本事单身
- 任凭时光沸腾
- 你好，喵室友
- 迷镜
- 她的微笑像颗糖
- 亲爱的麻洋街
- 破茧
- 你听起来很甜
- 当你恋爱时
- 莽荒纪之川落雪
- 非凡三侠（港剧）
- 最初的相遇，最后的别离
- 狼殿下
- 情深缘起
- 下午一点的她
- 我们的逆青春
- 画仙纪之双月
- 谁先说分手
- 我的隔壁有男神
- 迷雾追踪
- 黑白禁区
- 快乐星球第五部
- 绝世千金完结篇

- 上阳赋
- 我在窗口遇见他
- 初恋是CV大神
- 原来时光都记得
- 奶爸当家
- 姐姐的小狼友
- 英雄觉醒
- 女孩子不好惹
- 魔法城
- 悄悄地喜欢你
- 竹马其外，天降其中
- 乡村爱情13
- 山河令
- 洗浴之王
- 时光和你都很甜
- 冒牌女友
- 司藤
- 你是我的城池营垒
- 你眼中的世界
- 罗密欧方程式
- 可不可以不
- 大宋宫词
- 大饭店传奇
- 十二谭
- 刑偵日記（港剧）
- 你微笑时很美
- 你好，火焰蓝
- 飛虎之壯志英雄（港剧）

- 家族荣耀（港剧）
- 盛装
- 黑金风暴（港剧）
- 灿烂灿烂
- 金宵大廈2（港剧）
- 白色强人II（港剧）
- 沉香如屑·沉香重華
- 法证先锋V（港剧）
- 廉政狙击（港剧）

- 不拋棄遇上不放棄
- 步雲衢
- 百慕迷蹤
- 凌雲志
- 妙手
- 公子不可求
- 鄉村愛情15
- 畫江湖之換世門生
- 武林有俠氣
- 你是我的永恆星辰
- 立功·東北舊事
- 溫德瑞拉日記
- 光·淵
- 我的刺蝟女孩之念念不忘
- 那年時光安好
- 101次搶婚
- 弓元特攻隊
- 長月燼明
- 瞧！你這小脾氣
- 又見仲夏夜之星
- 護心
- 在下李佑
- 破毒强人（港剧）
- 旁观者（港剧）
- 叠影狙擊（港剧）
- 新闻女王（港剧）

- 家族榮耀之繼承者（港剧）
- 法證先鋒6 倖存者的救赎（港剧）
- 黑色月光（港剧）

- 執法者們（港剧）

- 巨塔之后（港剧）
- 正義女神Themis（港剧）
- 模仿人生（港剧）
- 夫妻的博弈（港剧）
- 黃金時代（港剧）
- 新聞女王2（港剧）

## 外部連結
- 优酷官方網站（简体中文）
- 优酷官方網站（海外站）	（繁體中文）（简体中文）（英文）（越南文）（泰文）（印尼文）（西班牙文）（马来文）（葡萄牙文）
- YOUKU 手機APP(Android) （页面存档备份，存于）
- YOUKU 手機APP(ios) （页面存档备份，存于）
- 优酷的新浪微博
- 优酷Youku的Instagram帳戶
- 优酷Youku的Facebook專頁
- 优酷Youku的X（前Twitter）
- YouTube上的优酷Youku頻道